# آنه-لا-کوت
آنه-لا-کوت (به فرانسوی: Annay-la-Côte) یک کمون در فرانسه است که در یون (فرانسه) واقع شده‌است. آنه-لا-کوت ۱۲٫۹۲ کیلومتر مربع مساحت دارد.